# Пътят на Тойота
Пътят на Toyota (на английски: The Toyota Way) са поредица от принципи, които лежат в основата на управленския подход на компанията Тойота. Философията и ценностите са формулирани за пръв през 2001 г.

## 14-те управленски принципа на Toyota
14-те управленски принципа на Toyota представят управленската философия на компанията. Основните идеи включват вземането на управленски решения основани на „философското разбиране за цел“, изграждането на процес при разрешаването на проблеми, добавяне на стойност към организацията, чрез инвестиране в хората, разбирането, че непрекъснатото решаване на основните проблеми движи самообучението на организацията.
Наричат 14 управленски принципа на Toyota „система осигуряваща средства на хората, с които да подобрят своята работа“. 14 управленски принципа на Toyota са разделени в 4 части:
Раздел I Дългосрочна философия
Принцип 1:
Базирайте управленските си решения на далновидна философия дори за сметка на краткосрочни финансови цели.
Хората се нуждаят от цел, за да открият мотивация и да реализират намеренията си.
Раздел II Правилният процес ще даде точните резултати
Принцип 2
Създайте непрекъснат поток в процеса, за да извадите проблемите на повърхността.
Повечето бизнес процеси са пълни със загуби. В Toyota работният процес подлежи на реформиране чрез въвеждането на подобрения. Осемте неносещи добавена стойност загуби, които Toyota постоянно се старае да премахне от своите процеси са:
1.	Свръхпроизводство
2.	Изчакване
3.	Ненужен транспорт
4.	Прекомерна обработка
5.	Излишни запаси
6.	Ненужни движения
7.	Дефекти
8.	Неизползвана креативност на работниците
Принцип 3
Използвайте изтеглящи ситеми за избягване на свръхпроизводство.
Метод, при който процесът предупреждава, че е нужен повече материал. Производствената система произвежда само необходимото количество материал.
Принцип 4
Изравнете работното натоварване.
Принцип, който помага да се намалят загубите, като не се претоварва хората и оборудването, без да води до неравномерност в нивата на производствените системи.
Принцип 5
Изградете култура за спиране и решаване на проблемите, за да се постигне отведнъж необходимото качество.
Качеството има предимство. В Toyota всеки работник има правото да спре процеса, за да сигнализира за проблеми в качеството.
Принцип 6
Стандартизираните задачи са основата за непрекъснато усъвършенстване и делегиране права на работниците.
Въпреки бюрократичната система в Toyota, начина по който е внедрена, позволява извършването на подобрения. Подходът позволява на работниците да подпомогнат растежа и развитието на компанията.
Принцип 7
Използвайте стандартни визуални контролни средства, за да не останат никакви скрити проблеми.
В Япония има 5С програми, които съдържат серия от дейности за ликвидиране на загубите, допринасящи за грешки, дефекти и злополуки на работното място:
1.	Sort: сортиране – сортиране на нещата, като се запазват само необходимите, а ненужните се отстраняват.
2.	Straighten (orderliness): систематизиране (ред) – „място за всичко и всичко на мястото си“.
3.	Shine (cleanliness): сияние (чистота) – процесът на почистване често действа като форма на проверка, като показва
ненормални или предаварийни състояния, които биха влошили качеството или биха предизвикали повреда.
4.	Standardize (create rules): стандартизация (създаване на правила) – разработване на системи и процедури за поддържане и контрол на първите три С.
5.	Sustain (self-discipline): стабилизиране (самодисциплина) – поддържането на стабилизирано работно място е продължителен процес на непрестанно усъвършенстване.
Принцип 8
Използвайте само надеждна, напълно изпитана технология, която подхожда на хората ви и на процесите.
Раздел III Повишавайте стойността на организацията чрез усъвършенствне на своя персонал и на партньорите
Принцип 9
Създайте ръководители, които разбират задълбочено работата, вдъхват живот на философията и я преподават и на другите.
Принципът трябва да бъде внедрен и да се превърне в начин на мислене за компанията. Работниците трябва да бъдат обучавани.
Принцип 10
Създайте изключителни хора и екипи, които следват философията на вашата компания.
Успехът се основава на екипа, не на индивида.
Принцип 11
Отнасяйте се с уважение към широката си мрежа от партньори и доставчици, като ги провокирате и им помагате да се усъвършенстват.
Toyota се отнася към доставчиците така както се отнася и към служителите си. Предизвиква ги непрекъснато да се усъвършенстват и им помага да го постигнат.
Раздел IV Непрекъснатото решаване на основните проблеми движи самообучението на организацията
Принцип 12
Идете и вижте сами, за да разберете ситуацията напълно.
10 управленски принципа на президента Ямашина, Технически център Toyota:
1.	Винаги помни крайната цел.
• Внимателно планирай своята крайна цел.
• Имай ясна цел за срещите.
2.	Възлагай ясни задачи на себе си и на другите.
3.	Мисли и говори на базата на проверени, доказани информация и данни.
• Иди и потвърди фактите за себе си.
• Носиш отговорност за информацията, която съобщаваш на другите.
4.	Използвай изцяло мъдростта и опита на другите, когато изпращаш, събираш или обсъждаш информация.
5.	Споделяй своевременно своята информация с другите.
• Винаги преценявай кой ще има полза да получи информацията.
6.	Винаги докладвай, информирай и консултирай своевременно.
7.	Анализирай и разбери недостатъците в своите способности по измерим начин.
• Изясни уменията и знанията, които са ти необходими за понататъшното ти собствено развитие.
8.	Непрекъснато се стреми да провеждаш кайзен (непрестанно усъвършенстване) дейности.
9.	Мисли извън кутията, или отвъд обикновения разум и стандартните правила. Винаги.
10.	Грижи се за своята безопасност и здраве.
Принцип 13
Вземайте решенията бавно с консенсус, внимателно преценявайте всички възможности и внедрявайте бързо.
Внимателното обсъждане при вземането на решения включва пет основни елемента:
1.	Да се установи какво в действителност става.
2.	Да се разберат лежащите в основата причини, които обясняват проявеното на повърхността – пет пъти да се попита защо.
3.	Да се разгледат широко алтернативните решения и да се разработи подробна обосновка за предпочетеното решение.
4.	Да се постигне консенсус в екипа, включително и при работниците на Toyota и външните партньори.
5.	Да се използват много ефективни средства за комуникация при изпълнението на точките от 1 до 4, за предпочитане върху едната страна на лист хартия.
Принцип 14
Превърнете се в самообучаваща се организация чрез размисъл (хансей) и непрестанно усъвършенстване (кайзен).
Практичекият процес за решаване на проблеми включва:
1. Представа за началния проблем (голям, неясен, усложнен проблем)
2. Изясняване на проблема
3. Установяване на мястото/точката на причината
4. Изследване на основната причина с „5 защо“
5. Контрамярка
6. Оценка
7. Стандартизиране